# Пиринговый хостинг
Пи́ринговый хо́стинг или P2P хо́стинг (англ. Peer-to-peer web hosting) использует одноранговую пиринговую сеть для публикации и доступа к веб-страницам. Это отличается от распространённой модели клиент-сервер, которая предполагает доставку веб-данных с выделенных веб-серверов на клиентские компьютеры. В случае P2P хостинга содержимое веб-сайтов находится не на одном сервере, а распределено среди множества серверов сети. Как правило, речь идёт о статических сайтах (без серверных скриптов). Одноранговый веб-хостинг также может принимать форму P2P веб-кэшей и сетей доставки контента.

## Сравнение
| Имя        | Первый выпуск | Анонимный? | Быстрый? | Права на редактирование файлов | Права на чтение файла (P2P) | Оффлайн доступность | FOSS? | Примечание                                                                             |
| ---------- | ------------- | ---------- | -------- | ------------------------------ | --------------------------- | ------------------- | ----- | -------------------------------------------------------------------------------------- |
| Freenet    | 2000          | Да         | Нет      | Нет                            | Нет                         | Да                  | Да    |                                                                                        |
| Osiris     | 2010          | Да         | Да       | Нет                            | Нет                         | Да                  | Нет   |                                                                                        |
| IPFS       | 2014          | Нет        | Да       | Нет                            | Нет                         | Да                  | Да    |                                                                                        |
| Maelstrom  | 2014          | Нет        | Да       | ?                              | ?                           | ?                   | Нет   | Проект, похоже, заброшен в 2015 году                                                   |
| ZeroNet    | 2015          | Да         | Да       | Да                             | Нет                         | Да                  | Да    | DHT                                                                                    |
| Dat        | 2013          | Нет        | Да       | ?                              | ?                           | Да                  | Да    | Сайты можно просматривать в Beaker или в Firefox с помощью экспериментального плагина. |
| Blockstack | 2015          | Да         | Да       | ?                              | ?                           | Да                  | Да    | Использует блокчейн Stacks v1.                                                         |

## Пояснения
1. ↑  Будет ли размещенный веб-сайт доступен пользователями, даже если владелец отключил свой узел (сервер, на котором он размещался).